# Goodbye Elenore
Goodbye Elenore è una canzone del gruppo musicale statunitense Toto, estratta come primo singolo dal loro terzo album Turn Back nel 1981.

## Video musicale
Non esiste un vero e proprio videoclip della canzone, però è stato girato un video che raffigura la band che suona dal vivo nel suo studio. Nella versione del video l'assolo di chitarra del brano appare molto diverso, difficile e improvvisato rispetto a quello presente nell'album. Steve Lukather infatti come molti sanno è noto come chitarrista soprattutto per la sua capacità nell'arte dell'improvvisazione strumentale.

## Tracce
1. Goodbye Elenore
2. Turn Back

## Formazione
- Bobby Kimball – voce primaria
- Steve Lukather – chitarra elettrica e voce secondaria
- David Paich – tastiere e voce secondaria
- Steve Porcaro – tastiere
- David Hungate – basso
- Jeff Porcaro – batteria